# Hey Baby (Drop It to the Floor)
Hey Baby (Drop It to the Floor) è un brano hip-hop dell'artista e rapper Pitbull pubblicato come primo singolo dal suo sesto album, Planet Pit . Al pezzo partecipazione di T-Pain per la parte melodica. È stato pubblicato digitalmente il 14 settembre 2010. La canzone è stata prodotta dal parigino electro-house  Sandy Vee. Il brano riprende un campionamento di Push It di Salt-n-Pepa.

## Descrizione
Amar Toor di AOL Radio Blog ha elogiato la produzione dicendo che nella canzone sono presenti "un ritmo pulsante e sonorità elettriche, il pezzo sembra fatto appositamente per le discoteche più calde di South Beach. [...] Le radici raggaeton di Pitbull sono evidenti in tutto il pezzo come una sonorità pulsante e persistente che fa godere la canzone dall'inizio alla fine. E, come sempre, T-Pain inserisce il suo indelebile marchio con l'Auto-Tine, mentre canta, "Hey Baby – you can be my girl I can be your man / And we can pump this jam however you want."

## Video musicale
Come riportato da Pitbull in un'intervista per MTV News, il video musicale è stato girato a Miami ed è stato pubblicato il 2 novembre 2010. Nel video sono presenti sia Pitbull che T-Pain, lo stesso è ambientato in un club e compaiono anche, in alcune scene, delle ragazze vestite in tute in pelle.
Il video ha ottenuto la certificazione Vevo.

## Successo commerciale
Hey Baby ha debuttato alla numero 51 nella Billboard Hot 100, salendo lentamente, per raggiungere la posizione numero 7 nella diciottesima settimana, dando a Pitbull il suo terzo singolo in top ten, mentre per T-Pain si tratta dell'ottava top ten come artista solista, la tredicesima insieme ad altri artisti. Nel solo maggio 2011, Hey Baby, ha venduto due milioni di copie digitali.

## Classifiche

### Classifiche settimanali
| Classifica (2010-25) | Posizione massima |
| -------------------- | ----------------- |
| Australia            | 10                |
| Austria              | 22                |
| Belgio (Fiandre)     | 24                |
| Belgio (Vallonia)    | 21                |
| Canada               | 10                |
| Danimarca            | 19                |
| Finlandia            | 5                 |
| Francia              | 24                |
| Germania             | 24                |
| Irlanda              | 32                |
| Italia               | 98                |
| Nuova Zelanda        | 23                |
| Polonia              | 74                |
| Regno Unito          | 34                |
| Repubblica Ceca      | 8                 |
| Scozia               | 31                |
| Stati Uniti          | 7                 |
| Stati Uniti (Pop)    | 5                 |
| Stati Uniti (Rap)    | 8                 |
| Svezia               | 17                |
| Svizzera             | 21                |

### Classifiche di fine anno
| Classifica (2011) | Posizione |
| ----------------- | --------- |
| Stati Uniti       | 39        |